# Metrópoli de Corfú, Paxoí y Diapondia

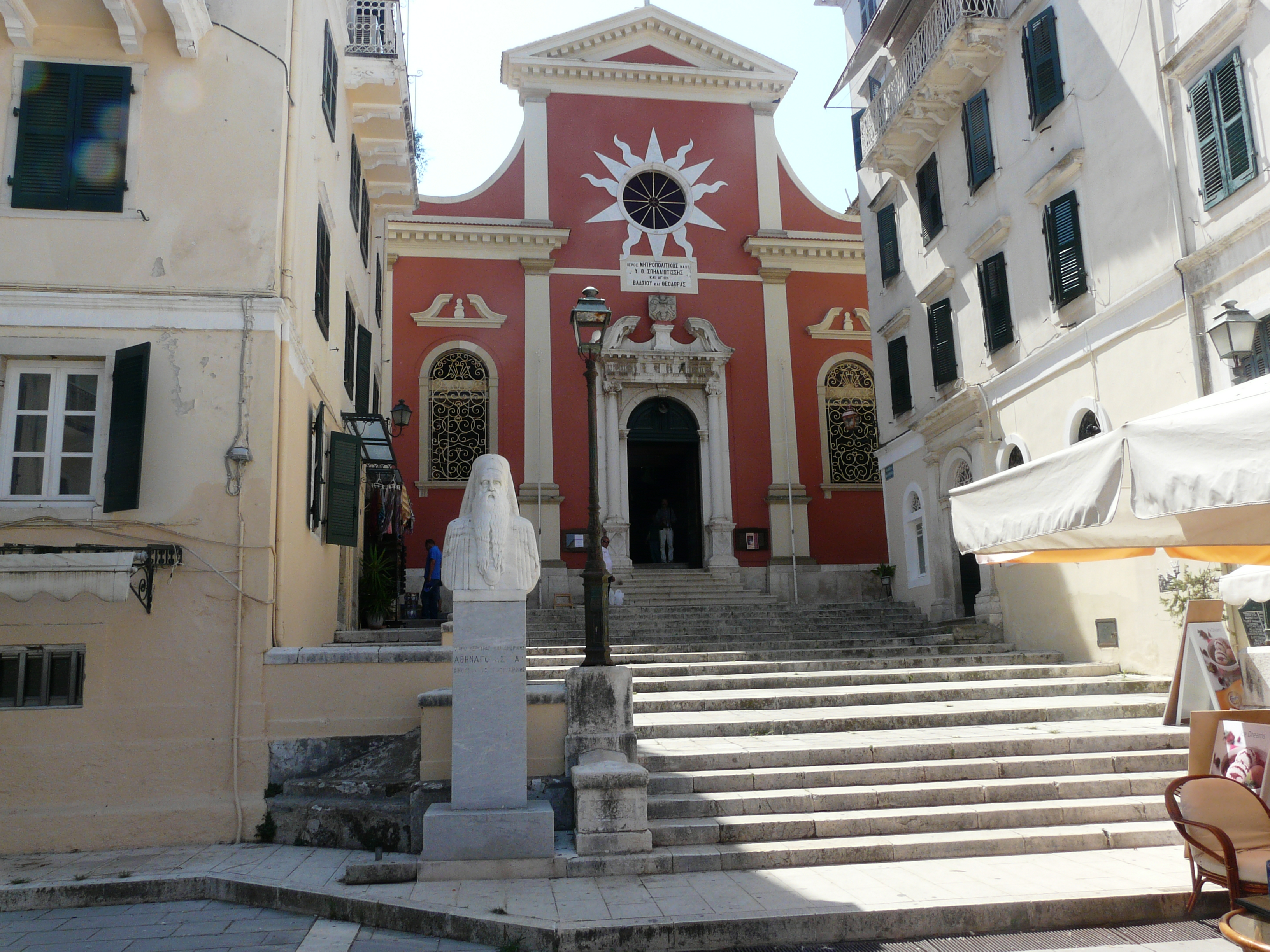
La catedral metropolitana de Theotokos Spilaiotissa en la ciudad de Corfú.

La Metrópoli de Corfú, Paxoí y Diapondia (en griego: Ιερά Μητρόπολις Κερκύρας, Παξών και Διαποντίων Νήσων) es una sede metropolitana de la Iglesia de Grecia. Su sede es la ciudad de Corfú en la isla homónima en el noroeste de Grecia. Abarca toda la Prefectura de Corfú, no solo la isla de Corfú, sino también los dos pequeños grupos de islas de Paxoí y Diapondia.

## Historia
La fundación de la sede de Corfú se atribuye al establecimiento de un santuario a San Esteban por dos discípulos de San Pablo, Jasón de Tarso y Sosipatro de Acaya. Sus obispos están atestiguados como participantes en los concilios ecuménicos de 325 a 787, originalmente como sufragáneos de Nicópolis y más tarde de Cefalonia. Al igual que con las otras sedes del Ilírico, fue transferido de la sede de Roma a la jurisdicción general del Patriarcado de Constantinopla en el siglo viii. Se elevó al estado de un arzobispado en la segunda mitad del siglo x, y finalmente se convirtió en sede metropolitana en algún momento del tercer cuarto del siglo xi.  Después de la conquista de la isla por los poderes occidentales (genoveses, venecianos y angevinos) a partir del siglo xiii, se estableció un arzobispado católico en la isla, atestiguado por primera vez en 1228. Bajo el dominio católico, la población cristiana ortodoxa local se servía de un sacerdote principal (protopapas). El obispado ortodoxo no fue restaurado hasta 1800, después del colapso de la República de Venecia y el establecimiento de la República de las Islas Jónicas.